# Sardar Azmoun
Sardar Azmoun (persky: سردار آزمون, [Sardâr Âzmun]; * 1. ledna 1995, Gonbad-e Kavus) je íránský profesionální fotbalista, který hraje jako útočník za klub AS Řím, kde je na hostování z Bayer Leverkusen. Hraje za íránskou reprezentaci.
Po Alirezovi Džahanbachšovi je Azmoun druhým nejdražším íránským hráčem všech dob. Byl také nejmladším Íráncem, který skóroval v zápase Ligy mistrů UEFA.

## Úspěchy
Írán
- Pohár národů CAFA
- Mistrovství AFF U-19
- Mistrovství WAFF U-15
- 2× účast na Mistrovství světa ve fotbale
- 3× účast na Poháru AFC